# Buffy the Vampire Slayer: Radio Sunnydale – Music from the TV Series
Buffy the Vampire Slayer: Radio Sunnydale – Music from the TV Series – album wydany w 2003 roku, w dwóch wersjach, brytyjskiej i amerykańskiej.
Wersja brytyjska
1. The Breeders – Buffy Main Title Theme
2. The Dandy Warhols – Bohemian Like You
3. Nikka Costa – Everybody Got Their Something
4. Christophe Beck – Dead Guys with Bombs
5. dēvics – Key
6. Lunatic Calm – Sound of the Revolution
7. Dashboard Prophets – Ballad for Dead Friends
8. Angie Hart – Blue
9. Aimee Mann – Pavlov's Bell
10. Alison Krauss – That Kind of Love
11. Aberdeen – Sink or Float
12. Patty Medina – Still Life
13. Laika – Black Cat Bone
14. Man of the Year – Just as Nice
15. Melanie Doane – I Can't Take My Eyes off You
16. Fonda – The Sun Keeps Shining on Me
17. Halo Friendlies – Run Away
18. Emiliana Torrini – Summerbreeze
19. Cibo Matto – Sugar Water
20. Robert Duncan – The Final Fight (Original Score)
21. Nerf Herder – Buffy the Vampire Slayer Theme

Wersja amerykańska
1. The Breeders – Buffy Main Title Theme
2. Joey Ramone – Stop Thinking About It
3. The Dandy Warhols – Bohemian Like You
4. Nikka Costa – Everybody Got Their Something
5. dēvics – Key
6. Lunatic Calm – Sound of the Revolution
7. Dashboard Prophets – Ballad for Dead Friends
8. Angie Hart – Blue
9. Aimee Mann – Pavlov's Bell
10. Blur – There's No Other Way
11. Sarah McLachlan – Prayer of Saint Francis
12. Robert Duncan – The Final Fight (Original Score)